# Narasină
Narasina este un coccidiostatic și un agent antibacterian. Este un derivat al salinomicinei cu o grupare metil în plus.